# الهلال الأحمر

شعار الهلال الأحمر

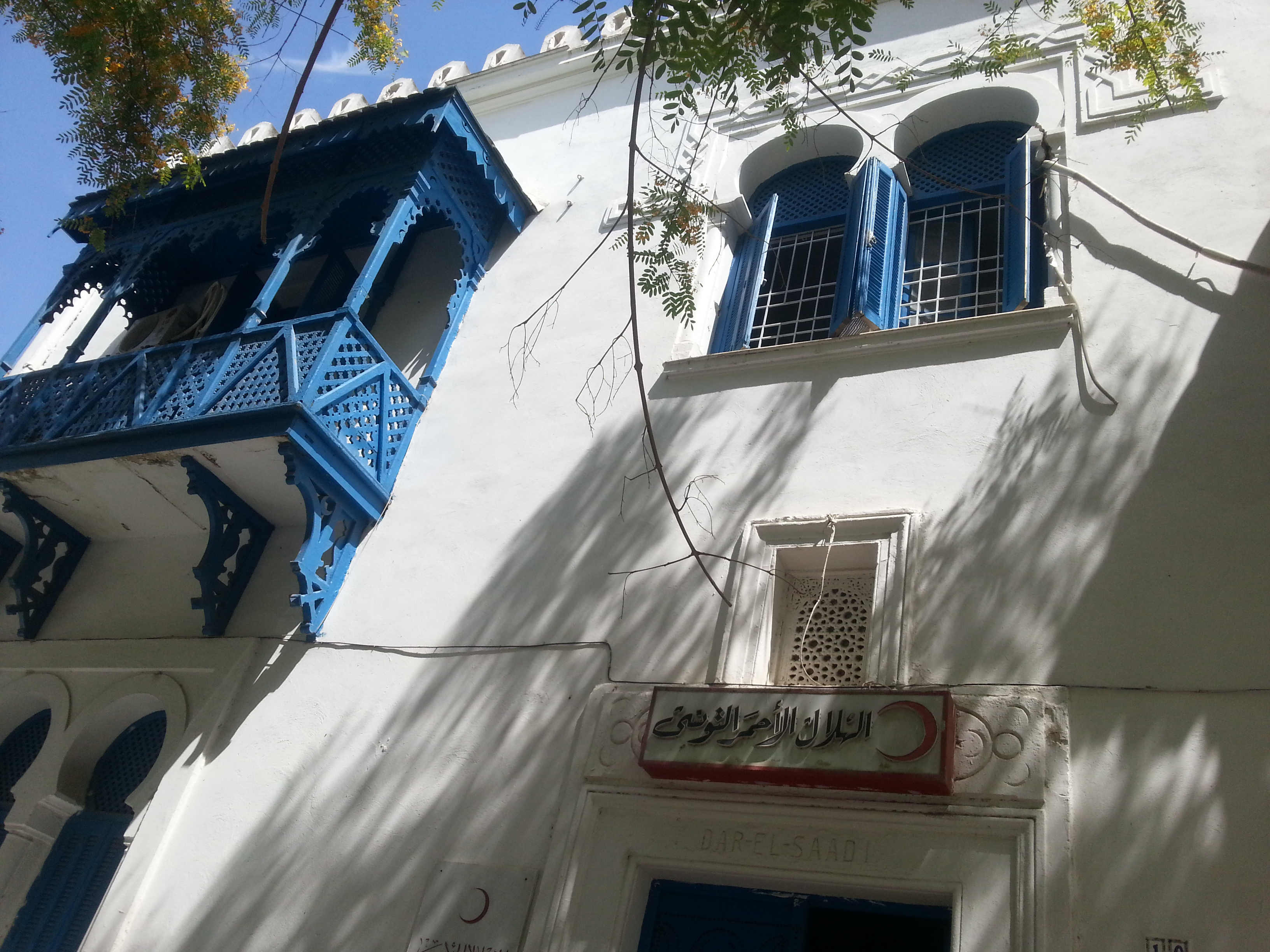
مقر جمعية الهلال الأحمر التونسي بنهج أنقلترا-تونس

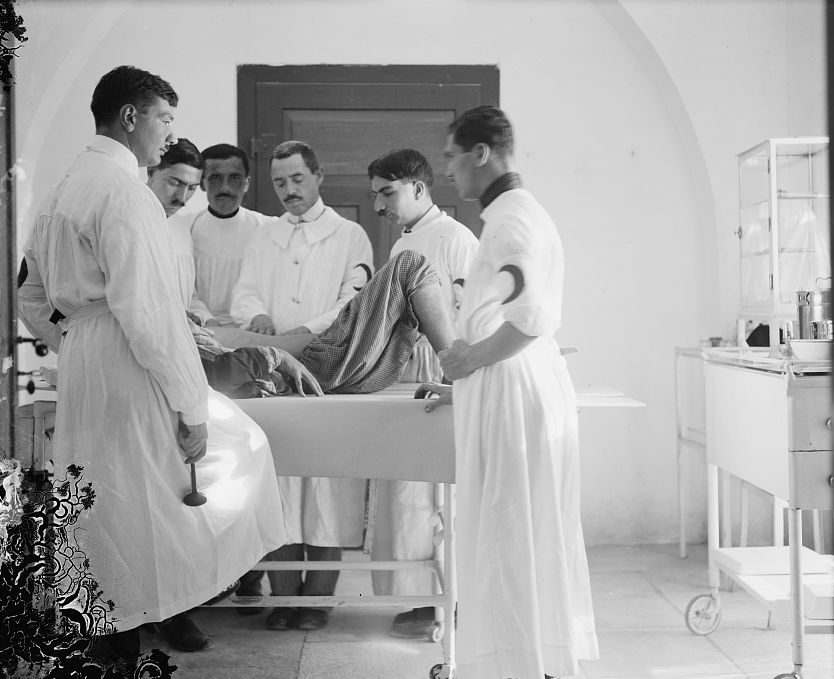
الهلال الأحمر في القدس في العهد العثماني

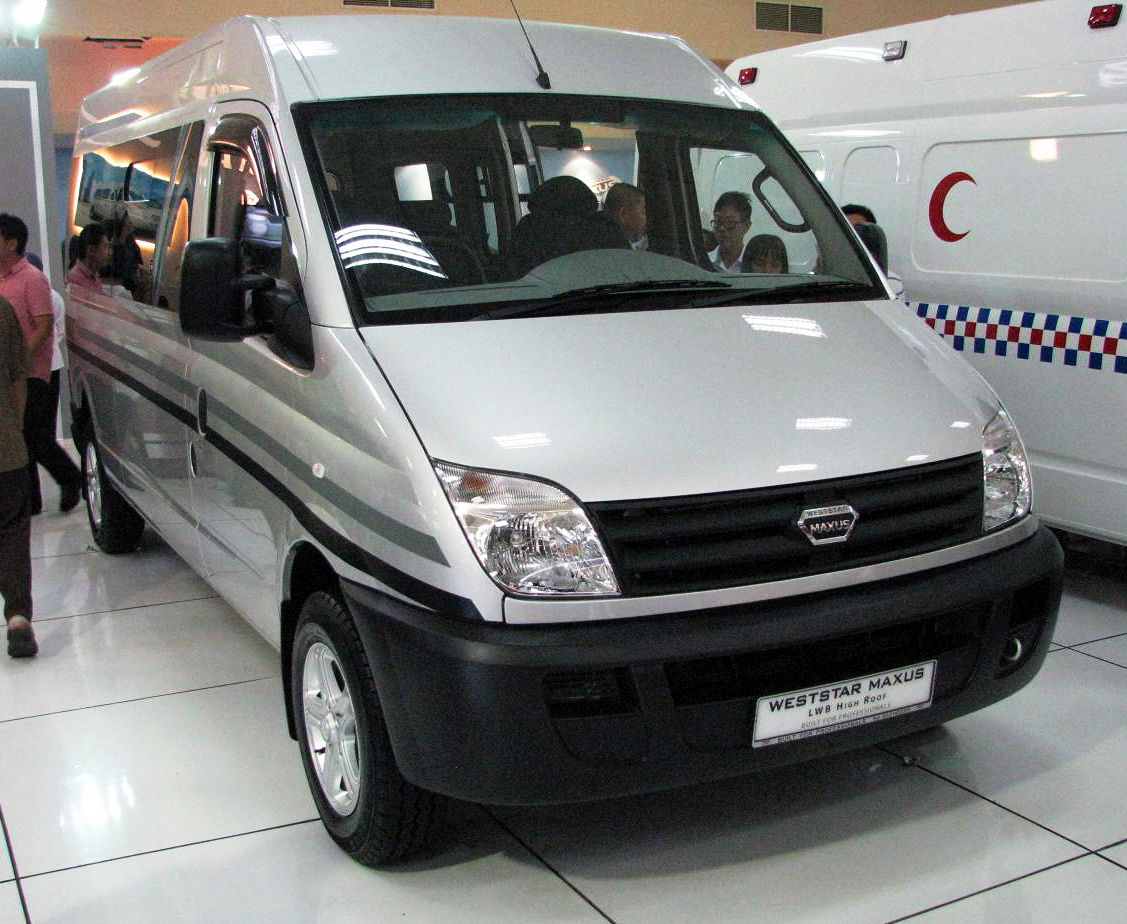
سيارة في كوالا لمبور عاصمة ماليزيا عليها شعار الهلال الأحمر

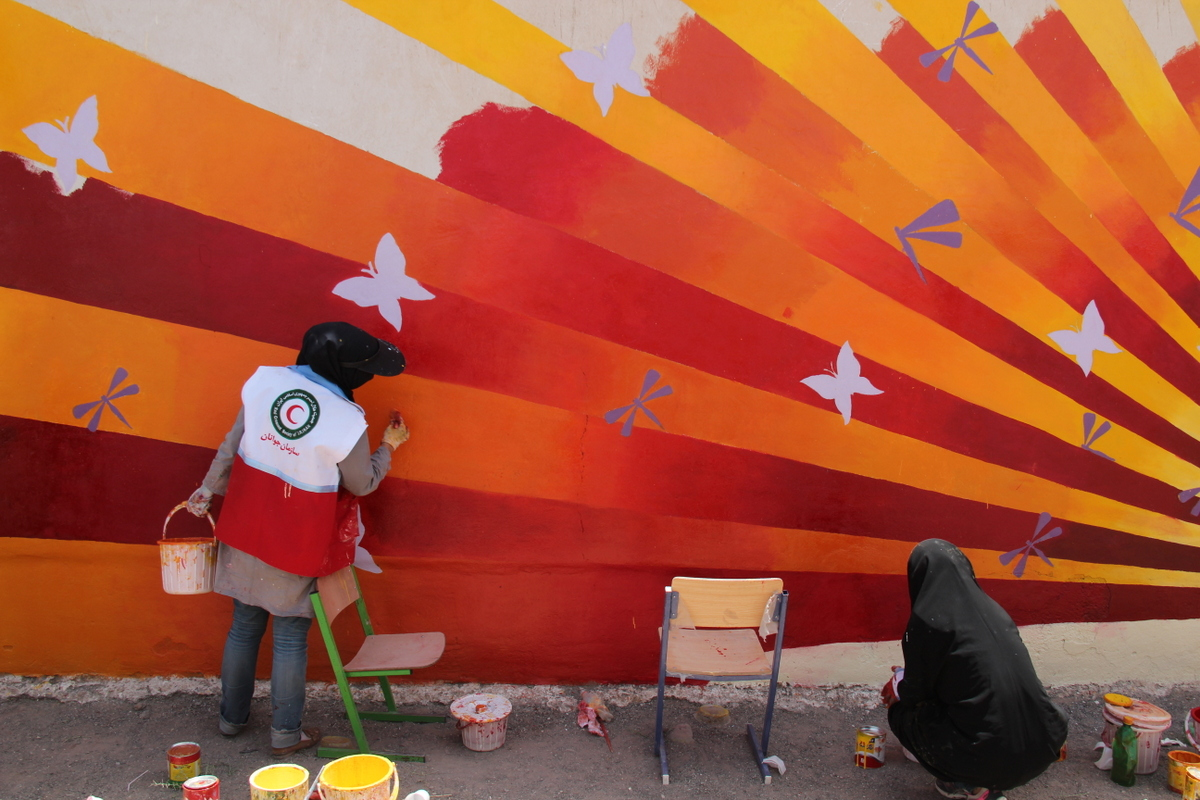
الهلال الأحمر الإيراني

الهلال الأحمر هي منظمة غير حكومية إنسانية. تم تشكيل شعارها في زمن الدولة العثمانية. شعار الهلال الأحمر معادل للصليب الأحمر الدولي للدول الإسلامية.
في عام 1980 ميلادي قامت الحكومة الإسلامية الإيرانية باستعمال هذا الشعار بدلا من شعار الأسد والشمس الأحمرين.
يشكل المتطوعون أكثر من 95% من مجموع القوى العاملة في المنظمات الإنسانية في العالم، كذلك يعتمد الهلال الأحمر على المتطوعين في تحقيق رسالته وتقديم الدعم لمن يحتاجه، ويقوم الهلال الأحمر بتزويد متطوعيه بالتدريب اللازم الذي يؤهلهم لتأدية دورهم بأحسن طريقة، كل حسب اختصاصه.

## نشأة الهلال الأحمر

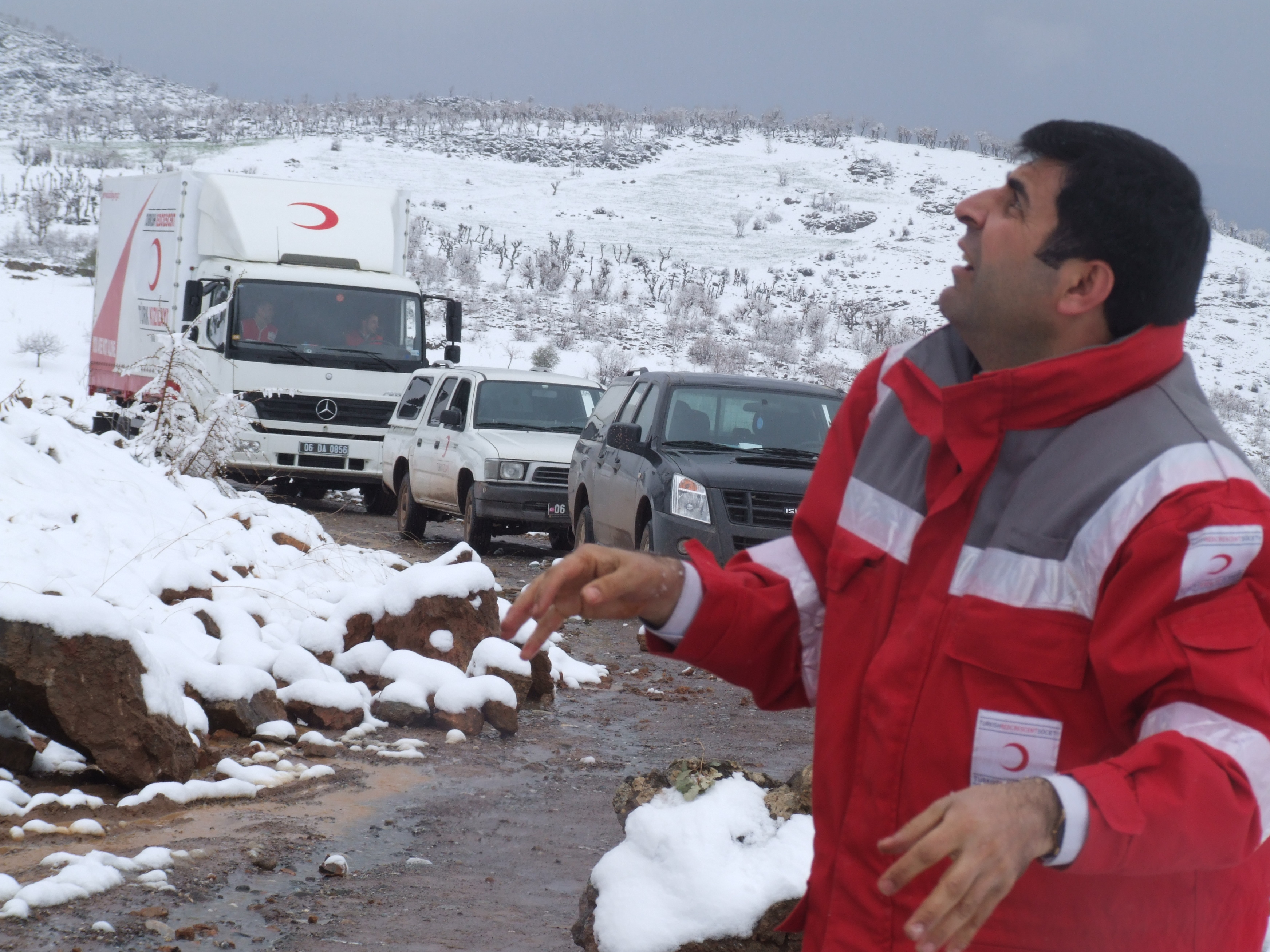
الهلال الأحمر التركي.

في عام 1859، وقعت حرب بين فرنسا والنمسا وتقاتل الجيشان في إيطاليا بالقرب من قرية سولفرينو.
اشترك في المعركة 300000 جندي وتقاتل الجنود طوال 15 ساعة من طلوع الشمس إلى غروبها انتصر الجيش الفرنسي في المعركة. لكن القتلى والجرحى كثيرون جدًا، فهناك أكثر من 42000 جريح. تتعالى الصرخات طوال الليل في أرجاء سهل سولفرينو وفي صبيحة اليوم التالي كان المواطن السويسري هنري دونان يمر من المكان فهاله ما رأى فعزم على إغاثة هؤلاء البؤساء وناشد الفلاحين من تلك المنطقة مساعدته في هذه المهمة. وخلال عدة أيام حاول المتطوعون تضميد الجراح وإنقاذ المصابين لكن لوقت كانم تأخرًا جدًا بالنسبة للكثيرين فقد ظلوا دون إسعاف ملدة طويلة في ساحة المعركة فنزفت دماؤهم وتلوثت جروحهم وأنتنت. فكر هنري دونان «لا يجب أن يحدث هذا فعلى أسوأ الظروف إذا تقاتل الناس لا بد أن يكونوا على قدر كافٍ من الحكمة والتحضر لالتقاط الضحايا والعناية بهم» ولما عاد إلى سويسرا روى في جنيف ما رآه وما صنعه قائلًا: «ألا يمكن أن تنشأ في وقت السلم في كل بلدان العالم جمعيات للإغاثة، تقوم في وقت الحرب بإسعاف الجرحى من المعسكرين المتحاربين، دون تفرقة بين الصديق والعدو؟».
في جنيف قرر أربعة من أصدقاء دونان المبادرة إلى مساعدته لتحقيق رسالته فاجتمعوا وعملوا معًا وبعد فترة قصيرة دعوا شخصيات من بلدان عديدة إلى جنيف وشرحوا لهم الفكرة قائلين: «ها نحن قد وضعنا مجموعة من القواعد للعناية بالمرضى والجرحى، فإذا وافقتم على هذه القواعد وقعوا على هذه الوثيقة.» وهكذا التزمت كل بلدان العالم تقريبا بتنفيذ هذه القواعد التي سميت «اتفاقيات جنيف». وفي الوقت الحاضر يوجد أربع اتفاقيات دولية الغرض منها حماية جميع ضحايا الحروب لقد شكل هنري دونان وأصدقاؤه لجنة سميت «اللجنة الدولية للصليب الأحمر».
لماذا تم اختيار هذا الاسم؟ (اسم الصليب الأحمر) لأن علم سويسرا هو صليب أبيض على أرضية حمراء وتكريمًا لهنري دونان صاحب الفكرة تم اعتماد شعار هذه اللجنة على علم دولة هنري دونان لكن بعكس اللون كي يصبح صليبًا أحمر على أرضية بيضاء. وعندما تم دعوة البلدان الإسلامية والعربية خصيصًا وافقوا على الفكرة ووقعوا على الاتفاقية بنفس الشروط والاسم لكن تغيير كلمة الصليب إلى هلال وذلك من وازع ديني ولكن يبقى اللون أحمر
ومن هنا ظهر مصطلح الهلال الأحمر.
من هنا يتضح لنا أنه لا فرق بين الصليب الأحمر أو الهلال الأحمر بل على العكس من ذلك كل يؤدي نفس الخدمة وبكل أمانة ومصداقية حتى أن بعض الدول العربية أبقت الاسم كما هو مثل لبنان فلا يوجد بها هلال أحمر بل صليب أحمر. وعندما علم الكيان الصهيوني بأن الدول العربية غيرت الاسم بموافقة اللجنة الدولية للهلال والصليب الأحمر أرادت هي الأخرى أن تغير الاسم إلى نجمة داود الحمراء ولكن عرضها قوبل بالرفض ولم توقع على الاتفاقية ولكنها تمارس عملها بشكل طبيعي بعيدًا كل البعد عما ورد في اتفاقيات جنيف الأربعة ومن هنا أيضًا يتضح لنا عدم شرعية هذه الفئة، كذلك فان الحركة الدولية للهلال الأحمر والصليب الأحمر تحتفل في الثامن من أيار من كل عام باليوم العالمي للحركة، وإحياء هذه المناسبة الإنسانية تقليد سارت عليه الحركة منذ الحرب العالمية الثانية وذلك لتأكيد تعاون هذه الحركة ونشر مبادئها الإنسانية بين شعوب العالم ولم يتم بمحض الصدفة اختيار هذا التاريخ للاحتفال بهذه المناسبة العالمية بل جاء تكريمًا لهنري دونان أيضًا صاحب الفكرة الأساسية في مولد الحركة ففي مثل ذلك اليوم الثامن من أيار لعام 1828 ولد هنري دونان مؤسس الصليب الأحمر في مدينة جنيف السويسرية وكرس حياته لخدمة الإنسان وصون كرامته بغض النظر عن ماهيته.

## وصلات خارجية
- الحركة الدولية للصليب الأحمر والهلال الأحمر
- Red Crescent and Red Cross Club
- جمعية الهلال الأحمر في الجمهورية الإسلامية الإيرانية